# Пеща (област)
Пеща (на унгарски: Pest megye; на немски: Komitat Pest) е област (megye) в Централна Унгария. Тя обхваща площ от 6 393,14 км2 и има население от 1 226 115 (2015). Областта заобикаля столицата Будапеща, а по-голямата част от населението на окръга (65,2%/790 995 през 2009) живее в предградията на Будапеща. Граничи със Словакия и унгарските области Ноград, Хевеш, Яс-Надкун-Солнок, Бач-Кишкун, Фейер и Комаром-Естергом. През областта тече река Дунав. Столицата на областта Пеща е Будапеща (административно отделена), но се планира напълно да се отдели столицата от окръга поне до 2020 г., тъй като тя губи помощни средства от Европейския съюз заради високото развитие на Будапеща.

## История
Настоящата област Пеща се формира след Втората световна война, когато бившата област Пещ-Пилиш-Шолт-Кишкун е разделена на две части (другата част е в рамките на днешната Бач-Кишкун). Област Пеща съществува и в ранните дни на средновековното Унгарско кралство (11 век). Нейната територия е обхващала приблизително североизточната част на настоящата област Пеща.